# Werner Thomas (Musikhistoriker)
Werner Thomas (* 27. April 1910 in Wattenheim/Pfalz; † 9. November 2011 in Heidelberg) war ein deutscher Gymnasialdirektor und Musikhistoriker. Er war ein langjähriger Freund und Mitarbeiter von Carl Orff.

## Leben
Geboren wurde Werner Thomas in einem traditionsreichen evangelischen Pfarrhaus. In seiner Jugend wurde er geprägt von musikalischer und klassisch-humanistischer Bildung in seinem Elternhaus und im Königlich humanistischen Gymnasium in Kaiserslautern. Er studierte von 1930 bis 1935 in Heidelberg und München Musikwissenschaft, klassische Philologie, Germanistik und Geschichte. 1937 promovierte Werner Thomas in München über die Jenseitsmythen Platons. Er arbeitete als Studienassessor, bis er 1941 als Soldat zur Flak-Artillerie eingezogen wurde.
Die Kriegszeit erlebte er als Extremsituation und als Grenzerfahrung. Nach Einsätzen an der Ostfront und im Westen wurde er Kriegsgefangener bei der United States Army, wo er unter schweren Hungerödemen litt. Ab 1950 arbeitete Thomas als Lehrer. Er unterrichtete die Fächer Latein, Griechisch. Deutsch und Musik und war von 1953 bis 1974 Direktor des alt- und neusprachlichen Theodor-Heuss-Gymnasiums in Ludwigshafen am Rhein, das er für viele Jahrzehnte nachhaltig prägte. 1954 war er Gründer und bis 1984 Leiter des Arbeitskreises Lebendige Antike an der Volkshochschule Ludwigshafen.

## Musikwissenschaft und Aufführungen
Über das Orffsche Schulwerk und Aufführungen seiner Stücke begegnete der Musikpädagoge Werner Thomas dem Komponisten Carl Orff 1951 und wurde bald einer seiner wichtigsten Vertrauten und lebenslangen Weggefährten. Zwischen 1951 und 1974 führte Thomas als Spielleiter und Dirigent viele der Stücke von Carl Orff, beginnend mit „Kleines Welttheater“, dem „Mond“ und „Carmina Burana“, in seinem Gymnasium und an städtischen Bühnen auf, teilweise mit bis zu 250 Schülern als Darsteller und Musiker, zu denen Carl Orff häufig anreiste und zum Weitermachen ermutigte. Daneben war er von 1959 bis 1963 Lehrbeauftragter an der Universität Heidelberg für Musikwissenschaft, von 1965 bis 1970 Gastdozent am Mozarteum in Salzburg. Seine Hauptarbeitsgebiete waren, neben Carl Orff, das zeitgenössische Musiktheater und Franz Schubert sowie eine zeitgemäße Musikpädagogik. Außerdem engagierte sich Werner Thomas langjährig für Kurse über Musiktherapie für Behinderte im Aargau/Schweiz. Zum Leben und Werk von Carl Orff veröffentlichte Thomas zahlreiche Bücher, Aufsätze, Lexikonartikel, Rezensionen und andere Artikel. Zudem arbeitete er mit Carl Orff an einigen der Stücke und an der Dokumentation des Lebenswerks.
Als einer der Begründer der Orff-Forschung hat Werner Thomas zu beinahe allen Werken Grundlegendes und nach wie vor Gültiges publiziert. Er erkannte die Antike und das Christentum, den allgemeingültigen und zeitlosen Mythos, die bilderreiche und rhythmisierte Sprache, die Aussagekraft und Aussagemacht von sprachlichen und realen Bildern als Fundament des Schaffens von Carl Orff. Das Orffsche Schulwerk konnte er so auf seine geistigen Grundlagen zurückführen und so dessen Theorie auf entscheidende Weise inhaltlich vertiefen.

## Auszeichnungen
Im Jahr 2000 erhielt Werner Thomas das Bundesverdienstkreuz, 2010 wurde er der erste Preisträger des Carl Orff-Preises.

## Schriften
- Carl Orff: De Temporum Fine Comoedia. Das Spiel vom Ende der Zeiten. Eine Interpretation. Hans Schneider, Tutzing 1973.
- Carl Orff, Werner Thomas: Carl Orff und sein Werk, Dokumentation. 8 Bände, Hans Schneider, Tutzing 1975
- Musica Poetica – Gestalt und Funktion des Orff-Schulwerks. Hans Schneider, Tutzing 1975
- Das Rad der Fortuna. Ausgewählte Aufsätze zu Werk und Wirkung Carl Orffs. Schott, Mainz 1990.
- Orffs Märchenstücke: Der Mond – Die Kluge. Schott, Mainz 1994, ISBN 978-3-7957-0266-3
- Dem unbekannten Gott. Ein nicht ausgeführtes Chorwerk von Carl Orff. Schott, Mainz 1997, ISBN 978-3-7957-0323-3
- Carl Orff. Ein biographischer Essay. In: Die großen Deutschen unserer Epoche, hrsg. von Lothar Gall, Berlin 1985
- Carl Orff: De temporum fine comoedia – Perspektiven einer neuen Werkbegegnung. München 2010
- Schubert Studien. Frankfurt am Main 1990